# Classe L 20e α
A Classe L 20e α foi uma classe de couraçados planejada pela Marinha Imperial Alemã. Os trabalhos de projeto começaram em 1914, porém o início da Primeira Guerra Mundial fez os planos serem arquivados. Foram retomados no início de 1916, com lições aprendidas na Batalha da Jutlândia no mesmo ano sendo incorporadas ao projeto. Várias propostas foram apresentadas com armamentos desde canhões de 380 milímetros até 420 milímetros. Os trabalhos de projeto foram finalizados em setembro de 1918, porém nessa época a situação Alemanha na guerra estas cada vez pior e o foco naval era na campanha de submarinos, assim os couraçados nunca foram construídos.
Os couraçados da Classe L 20e α, como originalmente projetados, seriam armados com uma bateria principal de oito canhões de 420 milímetros montados em quatro torres de artilharia duplas. Teriam um comprimento de fora a fora de 238 metros, boca de 33 metros, calado de quase dez metros e um deslocamento de 49,5 mil toneladas. Seus sistemas de propulsão seriam compostos por 22 caldeiras mistas de carvão e óleo combustível que alimentariam duas ou quatro turbinas a vapor, que por sua vez girariam quatro hélices até uma velocidade máxima de 26 nós (48 quilômetros por hora). Os navios teriam um cinturão principal de blindagem com espessura máxima de 350 milímetros.

## Antecedentes
A Alemanha iniciou no final do século XIX um programa de expansão naval com o objetivo de desafiar o controle marítimo do Reino Unido, sendo realizado sob a direção do vice-almirante Alfred von Tirpitz. Os alemães construíram aproximadamente vinte couraçados pré-dreadnought pela década seguinte nas Classes Brandenburg, Kaiser Friedrich III, Wittelsbach, Braunschweig e Deutschland. A revolução causada pelo lançamento do britânico couraçado HMS Dreadnought em 1906 atrapalhou os planos, mas Tirpitz mesmo assim continuou com seu programa, garantindo a construção de mais uns vinte couraçados com as Classes Nassau, Helgoland, Kaiser, König e Bayern.
A Marinha Imperial Alemã começou a planejar no início de 1914 um novo projeto de couraçados para o programa de construção de 1916 e que sucederia as embarcações da Classe Bayern, então em construção. Estes navios eram armados com uma bateria principal de oito canhões de 380 milímetros em quatro torres de artilharia duplas. Os britânicos tinham começado a construir os couraçados das Classes Queen Elizabeth e Revenge com o mesmo armamento, assim os alemães queriam que o projeto do couraçado de 1916 fosse superior a estes navios, assim projetos foram esboçados com um armamento de dez ou doze canhões de 380 milímetros. Estes projetos incluíram versões com as torres duplas padrão preferidas pela Marinha Imperial, mas também variantes com torres duplas e quádruplas similares à Classe Normandie da Marinha Nacional Francesa, cuja construção tinha começado em 1913. O início da Primeira Guerra Mundial no final de julho de 1914 fez com que os planos fossem abandonados.
Os trabalhos em novos projetos de couraçados foram retomados no início de 1916 e as primeiras três propostas foram apresentadas em abril: os projetos foram denominados L 1, L 2 e L 3 e eram similares aos cruzadores de batalha da Classe Ersatz Yorck, que na época também em desenvolvimento. Os couraçados seriam do mesmo tamanho que os cruzadores de batalha; L 2 teria dez canhões de 380 milímetros, enquanto L 1 e L 3 teriam oito, mas com uma velocidade máxima de 25 a 26 nós (46 a 48 quilômetros por hora) comparados aos 29 nós (54 quilômetros por hora) da Classe Ersatz Yorck e blindagem mais pesada. Os trabalhos de projeto prosseguiram em ritmo lento, com muita consideração sendo dada para armamentos alternativos, incluindo baterias de oito ou dez canhões de 380 milímetros ou oito canhões de 420 milímetros.
| Projeto | Deslocamento | Bateria principal | Velocidade       | Comprimento | Boca   | Calado |
| ------- | ------------ | ----------------- | ---------------- | ----------- | ------ | ------ |
| L 1     | 34 000 t     | 8 × 380 mm        | 26 nós (48 km/h) | 220 m       | 30 m   | 8,6 m  |
| L 2     | 34 000 t     | 10 × 380 mm       | 25 nós (46 km/h) | 220 m       | 30 m   | 8,6 m  |
| L 3     | 38 000 t     | 8 × 380 mm        | 26 nós (48 km/h) | 230 m       | 30,4 m | 8,8 m  |

## Desenvolvimento
O vice-almirante Reinhard Scheer se tornou o comandante da Frota de Alto-Mar em janeiro de 1916. Ele passou a pressionar por couraçados mais poderosos depois da Batalha da Jutlândia, algo que ficava de acordo com o pedido do imperador Guilherme II por aquilo que ele chamava de "navio unificado", uma combinação do poder de fogo e blindagem de couraçados com a velocidade de cruzadores de batalha. Entretanto, outra facção dentro do comando naval liderada pelo almirante Eduard von Capelle, o Secretário de Estado do Escritório Naval Imperial, era contra essa ideia e favorecia projetos tradicionais de navios capitais. Scheer exigiu que novas embarcações deveriam ter canhões de 420 milímetros, cinturão de 350 milímetros de espessura, capazes de velocidades de até 32 nós (59 quilômetros por hora), em um deslocamento de até cinquenta mil toneladas. A nova arma de 420 milímetros foi projetada em 29 de dezembro de 1916 e aprovada em 11 de setembro de 1918, porém nenhum modelo chegou a ser construído.
Trabalhos de projeto em três propostas se enquadrando nas especificações de Scheer foram finalizadas no final de 1916, todas com um deslocamento de aproximadamente 42 mil toneladas. Estas eram L 20b, L 21b e L 22c; L 20b teria oito canhões de 420 milímetros, já L 21b e L 22b teriam dez e oito canhões de 380 milímetros, respectivamente. A campanha de guerra submarina irrestrita começou em fevereiro de 1917 e Capelle argumentou pouco depois que a construção de navios capitais não deveria ser paralisada em favor da construção de mais submarinos. Os trabalhos em L 20b continuaram, pois o comando naval preferia a variante com canhões de 420 milímetros, com uma versão refinada sendo apresentada em 21 de agosto de 1917 como L 20e. Um novo projeto denominado L 24 também foi apresentado, sendo similar a L20e mas mais comprido, 1,5 nó (2,8 quilômetros por hora) mais rápido, com duas caldeiras a mais e consequentemente uma chaminé mais larga. Também se diferenciava na localização do armamento de torpedos. O projeto L 20 os colocava no casco abaixo da linha de flutuação, enquanto em L 24 eles ficavam em lançadores acima da linha de flutuação. Deslocamentos para os projetos foram fixados em 45 mil toneladas. As duas propostas tinham uma velocidade máxima de apenas 23 nós (43 quilômetros por hora), algo inaceitável para Scheer.
| Projeto | Deslocamento | Bateria principal | Velocidade           | Comprimento | Boca   | Calado |
| ------- | ------------ | ----------------- | -------------------- | ----------- | ------ | ------ |
| L 20b   | 42 000 t     | 8 × 420 mm        | 22,5 nós (41,7 km/h) | 235 m       | 32 m   | 9 m    |
| L 21a   | 42 000 t     | 10 × 380 mm       | Desconhecido         | 235 m       | 32 m   | 9 m    |
| L 22c   | 41 700 t     | 8 × 380 mm        | Desconhecido         | 235 m       | 32 m   | 9 m    |
| L 20e   | 42 000 t     | 8 × 420 mm        | 25 nós (46 km/h)     | 235 a 237 m | 32 m   | 9 m    |
| L 24    | 43 000 t     | 8 × 420 mm        | 26,5 nós (49,1 km/h) | 240 m       | 32 m   | 9 m    |
| L 24e α | 45 000 t     | 8 × 420 mm        | 27,5 nós (50,9 km/h) | 240 m       | 33,5 m | 9 m    |

Os projetos L 20e e L 24e foram refinados até outubro de 1917 nas versões L 20e α e L 24e α; estas tinham um deslocamento de 44,5 e 45 mil toneladas, respectivamente. As baterias secundárias foram reduzidas para doze canhões, comparadas aos dezesseis da Classe Bayern. L 24e α também tinha dois tubos de torpedo a mais acima da linha de flutuação, diferentemente de L 20e α. O esquema de blindagem de ambos os projetos era similar ao da Classe Bayern. As propostas foram apresentadas ao comando naval em janeiro de 1918; Guilherme continuou destacando a importância do conceito do "navio unificado" e sugeriu que a velocidade máxima pudesse ser elevada ao remover a primeira torre de artilharia e os tubos de torpedo submersos. Scheer por sua vez perguntou se torres de artilharia triplas ou quádruplas poderiam ser usadas para economizar peso e aumentar a velocidade para trinta nós (56 quilômetros por hora), o que adiou a finalização do projeto até meados de 1918. Nessa época, os estudos que já tinham sido realizados sugeriram que medidas de economia de peso seriam mínimas e que as mais apertadas torres de artilharia triplas ou quádruplas diminuiriam muito a cadência de tiro.
Mais duas propostas foram finalizadas em meados de 1918; a primeira era quase igual à L 20e α e a segunda era também similar, mas com uma bateria principal composta por seis canhões em duas torres duplas e uma velocidade máxima de 28 nós (52 quilômetros por hora). A variante L 20e α foi escolhida em 11 de setembro para ser a base da próxima classe de couraçados. Foi decidido durante o processo de projeto que a maior preocupação era que os navios deveriam ser construídos e comissionados o mais rápido possível. As embarcações iriam descartar o uso de um cinturão principal de blindagem abaixo da linha de flutuação, pois seu processo de instalação era extremamente demorado. Acreditava-se que a velocidade elevada dos navios compensaria pela vulnerabilidade a ataques de torpedo e faria  desnecessária a blindagem.
Nenhum navio da classe chegou a ser construído, principalmente porque a disponibilidade de estaleiros no final da guerra tinha sido praticamente toda dedicada para apoiar a campanha de submarinos. Os trabalhos que teriam sido necessários para projetar e testar o canhão de 420 milímetros também atrapalhariam a construção de submarinos, que tinha se tornado a prioridade da Marinha Imperial. A Krupp tinha recebido o contrato para a realização dos testes dos canhões principais, porém informaram ao Escritório Naval Imperial que os trabalhos de projeto em uma nova torre de artilharia teriam que esperar, algo que Capelle aceitou sem muitos questionamentos. Um relatório do escritório datado de 1º de fevereiro de 1918 afirmava que a construção de navios capitais tinha sido paralisada, principalmente pela prioridade na campanha de submarinos.

## Projeto

### Características
Os navios da Classe L 20e α teriam 238 metros de comprimento da linha de flutuação, com uma boca de 33,5 metros e um calado máximo de 9,9 metros. Seu deslocamento como projetado seria de aproximadamente 44,5 mil toneladas, enquanto o deslocamento carregado podia chegar a 49,5 mil toneladas. A intenção era que os couraçados tivessem um único tradicional mastro tripé montado no topo de uma grande superestrutura mais um um mastro de poste mais leve à ré da chaminé. Seu sistema de propulsão seria composto por dois ou quatro conjuntos de turbinas a vapor que girariam quatro hélices, com a potência total indicada sendo de 102 mil cavalos-vapor (75 mil quilowatts). O vapor necessário viria de seis caldeiras a óleo combustível e dezesseis caldeiras a carvão, com suas exaustões sendo canalizadas em uma única grande chaminé. Poderia carregar até três mil toneladas de carvão e duas mil toneladas de óleo combustível. Externamente, a aparência das embarcações seria similar à Classe Ersatz Yorck.

### Armamento
A bateria principal seria arranjada em quatro torres de artilharia duplas, assim como na predecessora Classe Bayern, arranjadas em dois pares sobrepostos na linha central da embarcação; as duas torres de ré ficariam mais espaçadas entre si por serem separadas pelas salas de máquinas. Teria ao todo oito canhões calibre 45 de 420 milímetros. Estas armas disparariam projéteis de uma tonelada a uma velocidade de saída estimada de oitocentos metros por segundo, tendo um alcance de máximo de 33 quilômetros a uma elevação máxima de trinta graus. A bateria secundária consistiria em doze canhões calibre 45 de 149 milímetros montados em casamatas no convés principal ao redor da superestrutura. A bateria antiaérea seria formada por oito canhões calibre 45 de 88 milímetros ou oito canhões calibre 45 de 105 milímetros. Quatro ficariam montados em cada lateral da torre de comando de vante no convés superior, enquanto os quatro restantes ficariam ao lado da quarta torre de artilharia no convés principal. O projeto também teria três tubos de torpedo submersos de 600 ou 700 milímetros. Um tubo ficaria na proa e os outros dois em cada lateral à ré das salas de máquinas.

### Blindagem
O cinturão principal de blindagem teria 350 milímetros de espessura, começando pouco à vante da primeira barbeta e terminando pouco à ré da última. A espessura se reduziria para trezentos milímetros após a última torre de artilharia, porém não continuaria até a popa. Na parte de vante o cinturão se reduziria para 250 milímetros, enquanto a proa receberia apenas proteção contra estilhaços na forma de placas de trinta milímetros. O cinturão começaria 35 centímetros abaixo da linha de flutuação e continuaria até 195 centímetros acima. Diretamente acima ficaria uma camada de placas de 250 milímetros de espessura que se estenderia até o convés superior. O convés blindado teria cinquenta milímetros de espessura à vante, aumentando para entre cinquenta e sessenta milímetros à meia-nau e de cinquenta a 120 milímetros à ré. Proteção horizontal adicional consistiria de um convés de castelo de proa de vinte a quarenta milímetros. Também teriam uma antepara antitorpedo com entre cinquenta e sessenta milímetros. Uma antepara inclinada de estilhaços de trinta milímetros protegeria de fragmentos de projéteis, estendendo-se do topo da antepara antitorpedo até o convés superior.
As barbetas teriam 350 milímetros de espessura na frente e laterais, diminuindo para 250 milímetros atrás. Suas partes inferiores se reduziriam para uma espessura de cem milímetros, pois seriam protegidas também pelo cinturão principal. As torres de artilharia principais teriam frentes de 350 milímetros de espessura, laterais de 250 milímetros, traseiras de 305 milímetros e tetos entre 150 e 250 milímetros. As armas secundárias seriam protegidas por placas de blindagem de 170 milímetros de espessura. A torre de comando de vante teria de 350 a quatrocentos milímetros de espessura, já a torre de comando de ré teria uma proteção lateral de apenas 250 milímetros.